# F1 2020 (videojuego)
F1 2020 es el videojuego oficial de la temporada de 2020 de Fórmula 1 y campeonatos FIA de Fórmula 2, este videojuego fue desarrollado y distribuido por Codemasters. Es el decimotercer título en 3D de la serie de videojuegos "Formula 1", y se lanzó el 7 de julio de 2020 para pedidos por adelantado de la edición de Michael Schumacher y el 10 de julio de 2020 para la edición 70 en Microsoft Windows, PlayStation 4, Xbox One, y por primera vez, en Stadia, siendo el primer videojuego en Fórmula 1 en llegar a a esta plataforma. El juego es la duodécima entrega de la franquicia y cuenta con los 22 circuitos, 20 pilotos y 10 equipos propuestos en el Campeonato Mundial de Fórmula 1 provisional de 2020.
F1 2020  presenta el campeonato tal y como estaba previsto originalmente antes de que el campeonato fuera cancelado por la pandemia de COVID-19, que vio varias carreras pospuestas o canceladas, con carreras en otros circuitos.

## Características
El Circuito Zandvoort y el Circuito callejero de Hanói son nuevos en el campeonato de 2020, se incluye en el juego a pesar de la cancelación del Gran Premio de los Países Bajos y el aplazamiento del Gran Premio de Vietnam. El Gran Premio del 70 Aniversario, el Gran Premio de Eifel, el Gran Premio de Emilia Romagna, el Gran Premio de Portugal, el Gran Premio de Estiria y el Gran Premio de Toscana, seis eventos que se agregaron al calendario 2020, no están incluidos, así como el Nürburgring. El Circuito de Imola, el Circuito de Portimão y el Circuito de Mugello, utilizan circuitos que albergan otros eventos.
F1 2020 introduce una función de gestión de equipos conocida como "Mi Equipo" que permite al jugador crear y dirigir un undécimo equipo. Inicialmente, el jugador debe elegir un proveedor de motores, contratar un segundo piloto, diseñar trajes de carreras y contratar patrocinadores. A medida que avanza el modo carrera, podrán actualizar las instalaciones en la sede de su equipo y contratar personal para continuar con el desarrollo. Esto complementa el árbol de desarrollo utilizado para actualizar el automóvil. Codemasters había usado previamente el modo "My Team "en Dirt 4, una parte de la franquicia Dirt Rally.
En el modo carrera, los jugadores ahora tienen la opción de hacer media temporada o una temporada completa de Fórmula 2 o solo hacer tres carreras como en F1 2019; sin embargo, no habrá una historia que lo acompañe en el juego. Al jugar en Fórmula 1, los jugadores pueden elegir entre tres temporadas diferentes de diez, dieciséis o veintidós carreras. También podrán crear un calendario personalizado si eligen una temporada más corta.
El juego presenta las calificaciones de los conductores por primera vez, y los conductores reciben una puntuación de noventa y nueve por experiencia, habilidad para las carreras, conciencia y ritmo. La puntuación de experiencia proporciona "puntos de recursos" adicionales para permitir al jugador mejorar su coche más rápido en los modos "Mi equipo" y "Carrera", la habilidad de carrera se relaciona con la eficacia de los intentos del conductor de adelantar, una puntuación de conciencia más alta mejora la capacidad del piloto para mantener el control de su automóvil en situaciones difíciles y el ritmo se relaciona con la capacidad del conductor para establecer tiempos de vuelta rápidos. Las puntuaciones se derivan de datos de la vida real y se aplican tanto a los pilotos de F2 como a los de F1.
Podium Pass es nuevo en F1 2020 y permite a los jugadores desbloquear artículos cosméticos, como trajes de carrera y animaciones de celebración. También se puede comprar un pase VIP para el podio.
Cuando el jugador está conduciendo un automóvil, puede tener la opción de usar un espejo retrovisor virtual y, por primera vez, se introduce el modo de adelantamiento. Al igual que en los autos reales, el modo de adelantamiento le da al jugador una explosión significativa de poder para adelantar a otros autos.

## Contenido descargable (DLC)
El juego presenta tres paquetes de contenido descargable:
- Edición Especial Schumacher: con motivo de continuar la tendencia de la serie de incluir monoplazas históricos de Fórmula 1, esta edición incluye, además de numerosos cosméticos del piloto, los monoplazas:  - Jordan 191 (1991)  - Benetton B194 (1994)  - Benetton B195 (1995)  - Ferrari F1-2000 (2000)
- Edición 70 aniversario: para celebrar el septuagésimo aniversario de la F1, se incluyen diferentes cosméticos dentro del juego
- Edición Keep Fighting: añade diferentes cosméticos con diseños de la fundación de Schumacher Keep Fighting.[11] Los beneficios de las ventas de este DLC se destinarán a dicha fundación para financiar sus actividades.

## Ventas
El juego llegó al número uno en las listas de ventas de Reino Unido.
Para finales de 2020, F1 2020 cuenta con entre 500.000 y 1.000.000 de descargas en la plataforma de Steam.